# Redestab

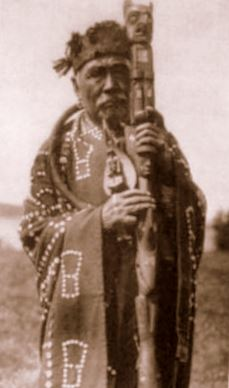
Hamasaka, Häuptling der Kwakiutl, mit Redestab, Kanada, um 1907

Der Redestab ist ein zeremonieller Stab, der als Herrschaftssymbol in verschiedenen indigenen Kulturen anzutreffen ist. Er ist oft aufwendig geschnitzt und dekoriert.
Häuptlinge indigener Völker der Nordwestküstenkulturen Nordamerikas besaßen geschnitzte, mit Insignien ihrer Familie verzierte Stäbe als Symbol ihrer Macht und Autorität. Die Stäbe,  deren Gestaltung Ähnlichkeiten mit Totempfählen aufwies, waren ihr Eigentum. Bei Versammlungen konnte der Häuptling Passagen seiner Rede durch Erheben des Stabes oder Klopfen auf den Boden Nachdruck verleihen. Auch konnte ein neben dem Häuptling stehender Sprecher den Stab halten und Worte des Häuptlings verkünden. Es wird vermutet, dass sich diese Praxis im 19. Jahrhundert entwickelt hat. Bei Völkern der nordamerikanischen Pazifikküste wie den Tlingit und den Kwakwaka'wakw werden bis heute Redestäbe und andere Schnitzkunstobjekte traditionell angefertigt.

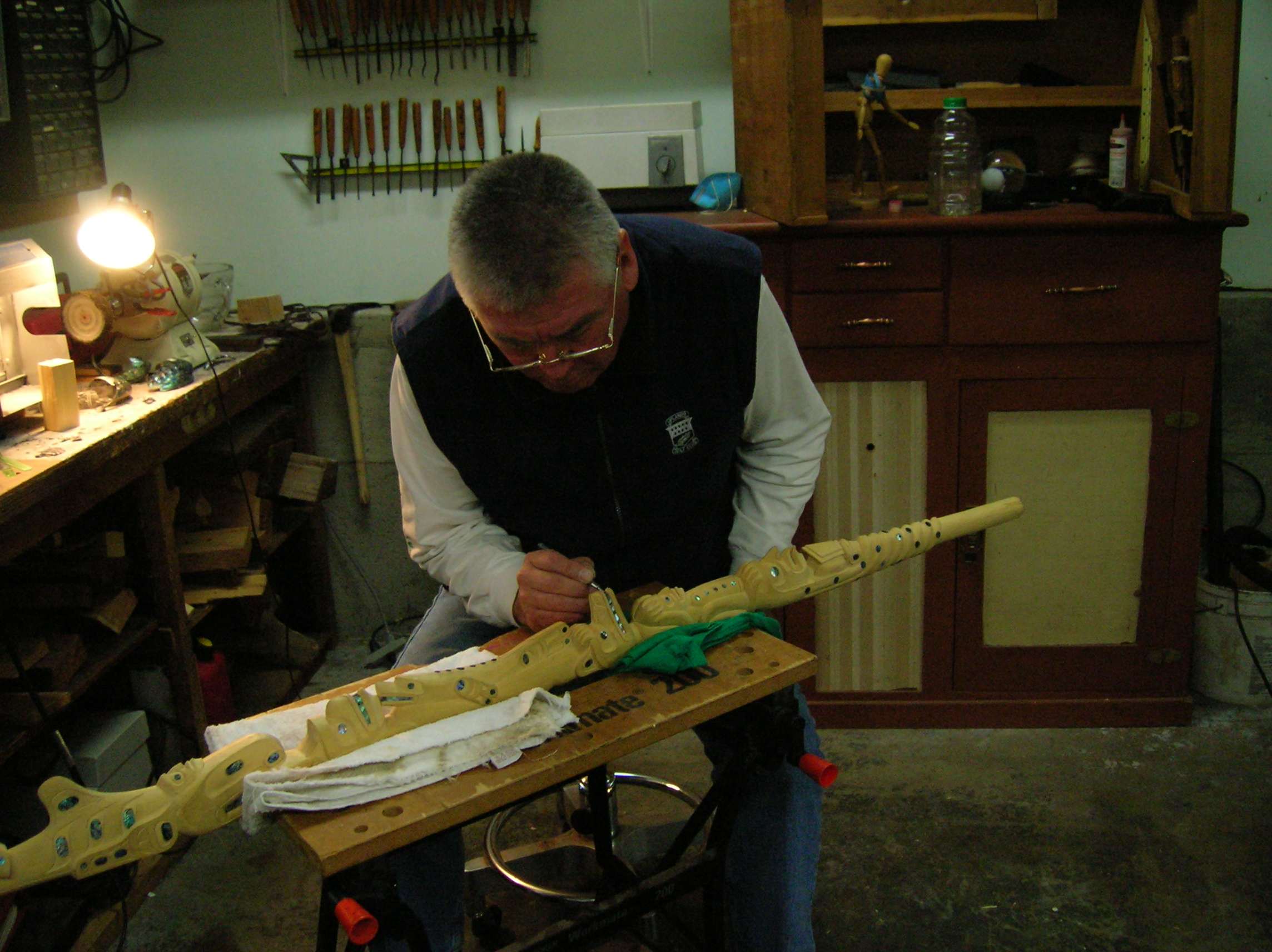
Schnitzkünstler der Kwakwaka'wakw beim Bearbeiten eines Redestabes, British Columbia, Kanada

In jüngerer Zeit kann der Stab bei Versammlungen einer Person überreicht werden, die für diese Dauer Rederecht hat, so bei den Tsalagi.
Auch bei den mexikanischen Yaqui waren Redestäbe bekannt.
Die westafrikanischen Akan kannten aufwendig dekorierte und mit goldfarbenen Blättern verzierte Objekte ähnlicher Funktion.